# بخش ماراکو
بخش ماراکو (به اسپانیایی: Departamento Maracó) یک منطقهٔ مسکونی در آرژانتین است که در استان لا پامپا واقع شده‌است.